# George W.P. Hunt

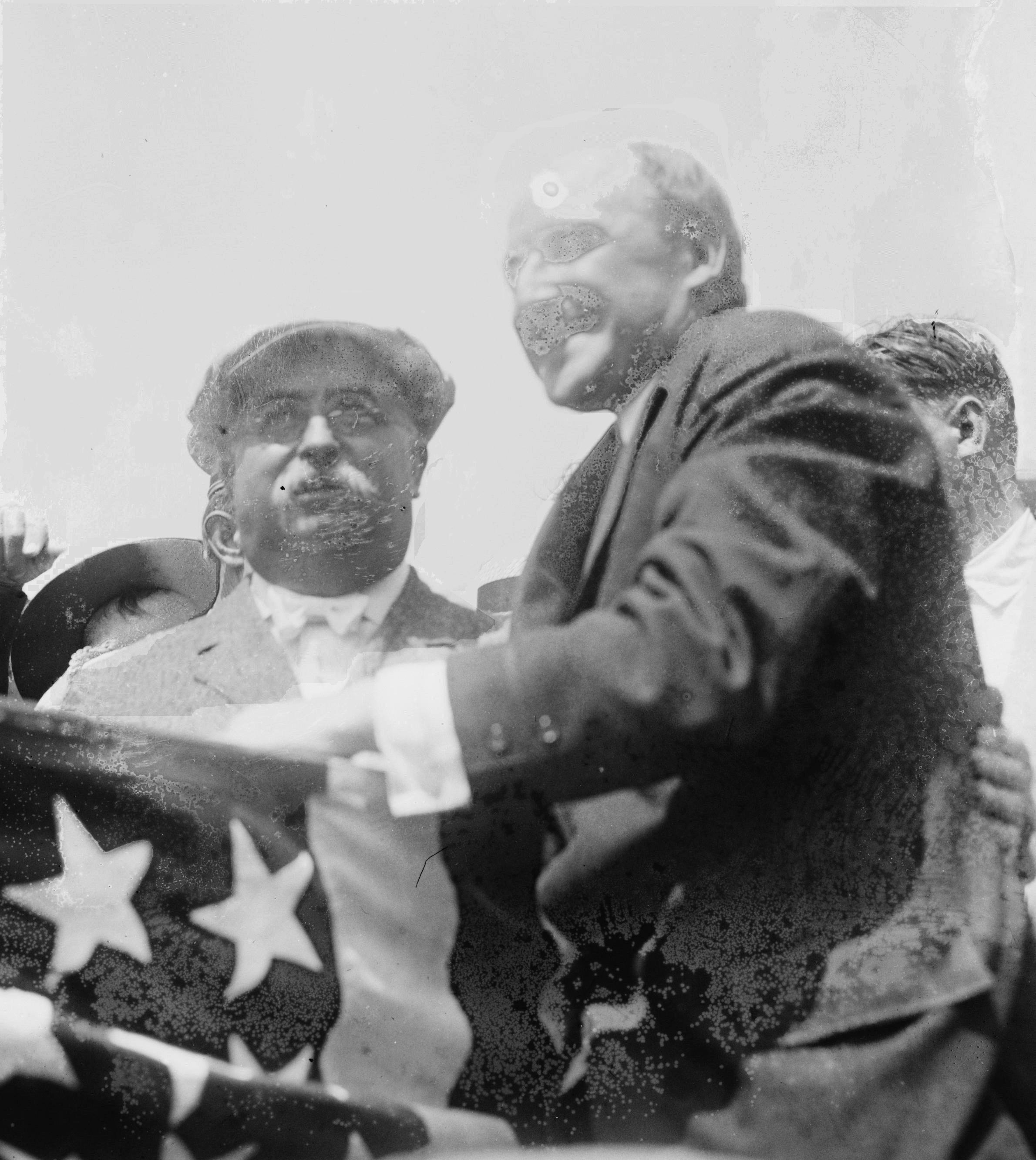
George W.P. Hunt, 1915

George Wylie Paul Hunt, född 1 november 1859 i Huntsville, Missouri, död 24 december 1934 i Phoenix, Arizona, var en amerikansk politiker (demokrat).
Hunt var ledamot av Arizonaterritoriets lagstiftande församling 1892-1900 och 1904-1910. Han var 1910 ordförande för Arizonas konstitutionskonvent. Han valdes till delstatens första guvernör. Hunt var guvernör 1912-1917, 1917-1919, 1923-1929 och 1931-1933. Han tjänstgjorde som USA:s minister i Siam 1920-1921.
Hunt är begravd under en liten vit pyramid i Papago Park i Phoenix.